# Tribunal judiciaire de Bourges
Le tribunal judiciaire de Bourges est un tribunal judiciaire situé à Bourges (Cher).

## Bâtiment
Le tribunal judiciaire de Bourges siège au palais de justice de Bourges dans l'ancien couvent des Ursulines datant de l'extrême fin du XVIIIe siècle, au pied du jardin Marie Drouet. Il abrite également la Cour d'appel de Bourges. L'annexe du tribunal judiciaire, le tribunal de commerce et le conseil des prud'hommes de Bourges sont installés dans des bâtiments distincts.

## Compétence et organisation
L’arrondissement judiciaire de Bourges comprend quatre juridictions :
- un tribunal judiciaire, dont le site principal est rue des Arènes et une annexe rue du Général Ferrié (site Ferrié)
- un tribunal de proximité (Saint-Amand-Montrond)
- un conseil de prud’hommes
- un tribunal de commerce
- une maison de justice et du droit (Vierzon).

Les décisions du tribunal judiciaire de Bourges peuvent faire l'objet d'un appel devant la Cour d'appel de Bourges.

## Actualités
En 2023, le tribunal judiciaire de Bourges a saisi plus de 14 millions d'avoirs criminels et de confiscations contre seulement 126 160 euros en 2022. Il remplit ainsi les caisses de l'État tour en contribuant pour une large part à son propre budget.